# Шихило
Шихило (груз. შიხილო, азерб. Şıxlı) — село Тетрицкаройского муниципалитета, края Квемо-Картли республики Грузия со 100 %-ным азербайджанским населением. Находится в юго-восточной части Грузии.

## История

### Топоним
Топоним села Шихило в переводе с азербайджанского языка на русский язык означает «Резкость».

## География
Граничит с городом Тетри-Цкаро, селами Самгерети, Чивчави, Липи, Ипнари, Джвара, Диди-Ирага, Алексеевка, Патара-Ирага, Навтиани, Менкалиси, Питарети, Квемо-Ахкалапа, Земо-Ахкалапа, Цкнари-Абано, Земо-Ахалшени, Квемо-Ахалшени, Самшвилде, Намтвриани и Дагети Тетрицкаройского Муниципалитета, а также с селами Бечагани, Сенеби, Акаурта, Дзедзвнариани, Дзвели-Квеши, Ицриа, Тандзиа, Чреши, Ципори, Поцхвериани, Гета, Хахаладжвари, Квеши, Джавшаниани и Кианети Болнисского Муниципалитета.

## Население
По данным Государственного статистического комитета Грузии, согласно официальной переписи 2002 года, численность населения села Шихило составляет 193 человек и на 100 % состоит из азербайджанцев.

## Экономика
Население в основном занимается овцеводством, скотоводством и овощеводством.

## Достопримечательности
- Средняя школа